# Wolf Alice
Wolf Alice — британская альтернативная рок-группа родом из северного Лондона. Состоит из Элли Роуселл (вокал, гитара), Джофф Одди (гитара, вокал), Тео Эллис (бас-гитара) и Джоэл Амей (ударные, вокал).

## История
Лидером группы является Элли Роуселл, она закончила престижную лондонскую школу для девочек Camden School for Girls . В четырнадцать лет Элли увлеклась игрой на гитаре и исполнением песен собственного авторства. Изначально Элли хотела выступать в группе, но знакомые не разделяли её увлечений, и в восемнадцать лет она попробовала выступать в одиночку на музыкальной сцене. Вскоре, оценив эту затею как  безуспешную, Элли решила создать свою музыкальную группу.
Элли Роуселл встретила единомышленника гитариста Джоффа Одди, после чего они стали репетировать и выступать на небольших сценах как вокально-гитарный дуэт. В 2010 году дуэт был преобразован в квартет под названием «Wolf Alice» (Волчица Элис), это название было позаимствовано из рассказа английской писательницы Анджелы Картер. Роуселл пригласила в качестве басс-гитариста подругу своего детства Сэди Клири, а Одди — своего друга Джорджа Барлетта на ударные.
В 2012 году состав группы претерпел изменения, ударник Джордж Барлетт сломал запястье, и Джоэл Амей присоединился к группе в качестве временной замены, однако позже стал постоянным участником коллектива. Басс-гитарист Тео Эллис заменил Сэди Клири, которая решила сосредоточиться на продолжении своего образования.
Первый успех группе принесла песня «Leaving You», опубликованная для свободного скачивания на SoundCloud. Песня попала в ротацию британской радиостанции BBC Radio 1 и была отмечена журналом NME в разделе посвящённому перспективным исполнителям. После выхода песни они провели гастрольный тур с группой Peace, и в январе 2013 года выступили в прайм-тайм на радиостанции BBC Radio 1.
В феврале 2013 года Wolf Alice выпустили свой первый официальный сингл «Fluffy» на лэйбле Chess Club. В мае того же года группа выпустила свой второй сингл «Bros» на лэйбле Chess Club. «Bros» является одной из первых песен, которую написала Роуселл, и она близка по стилистике к творчеству группы на ранних стадиях. После выпуска «Bros» группа провела турне, где была поддержана на разогреве такими коллективами как «Dressed Like Wolves» и «Dead New Blood». В октябре 2013 года Wolf Alice выпустили свой первый официальный мини-альбом (EP) под названием «Blush» и официальное видео на синглы «Blush» и «She», в которых принял участие Генри Салта.
В 2014 году Wolf Alice подписали контракт с лэйблом Dirty Hit Records, и в мае выпустили свой второй мини-альбом (EP) «Creature Songs». В декабре того же года группа была удостоенна награды UK Festival Awards в номинации «Best Breakthrough Artist» (Лучший музыкальный прорыв)
В начале 2015 года Wolf Alice анонсировали выход своего дебютного альбома «My Love Is Cool», продюсером которого стал Майк Кросси, имеющий в своём послужном списке сотрудничество с такими успешными инди-рок коллективами как Arctic Monkeys, Foals, The 1975. В конце февраля Wolf Alice выпустили сингл с альбома «Giant Peach», а в июне «You’re a Germ».
В декабре 2015 года iTunes присудила Wolf Alice награду «Best New Artist/Band» (Лучший новый исполнитель/коллектив)
В феврале 2016 года Wolf Alice стали претендентами на шесть наград от NME Awards в номинациях — «Best British Band», «Best Live Band», «Best Fan Community», «Best Album» (My Love Is Cool), «Best Track» (Giant Peach), «Best Music Video» (You’re a Germ). В двух из них Wolf Alice стали победителями — «Best Live Band» (Лучшая выступающая группа) и «Best Track» (Лучшая песня).
27 сентября 2017 года Wolf Alice выпустили новый альбом под названием "Visions of a life"
В 2021 году вышел третий студийный альбом Blue Weekend, ставший первым чарттоппером группы в Великобритании.

## Использование в медиа
- Песня «Moaning Lisa Smile» звучит в эпизоде телесериала «Оставленные»[13]. Она также появилась в рекламном трейлере телесериала «Стрела». Песня использована в компьютерной видеоигре MLB The Show 16[англ.].
- Песня «Silk» используется в фильме 2017 года, «T2: Трейнспоттинг», продолжении фильма 1996 года «На игле».
- Песня «Bros» используется в сериале Новобранец (The Rookie) s01e20. Эта же песня использовалась в компьютерной игре « Life is strange: before the storm »